# Мьесан, Томас Бьорн
То́мас Бьорн Све́ннингссон Мье́сан (дат. Thomas Bjørn Svenningsson Miezan; род. 15 апреля 2006) — фарерский футболист, полузащитник клуба «ЭБ/Стреймур».

## Карьера
Играл в молодёжке «ХБ Торсхавн». Дебютировал в чемпионате Фарерских островов 8 мая 2022 года в матче с клубом «Класвик». В июле 2022 года перешёл в датский «Копенгаген», где был заявлен за команду U19.

## Карьера в сборной
Играл за сборную Фарерских островов до 17 лет. Дебютировал на международном уровне 6 октября 2021 года в матче квалификации Чемпионата Европы U17 со сверстниками из Словении. Забил мяч в товарищеской игре с Эстонией U17.